# 윌 패튼
윌 패튼(Will Rankin Patton, 1954년 6월 14일 ~ )은 미국의 배우이다. 샘 셰퍼드의 《Fool for Love》등을 통해 오비상을 두 차례 수상하였으며, 《포스트맨》(1997)으로 1998년 제24회 새턴상 남우조연상 후보에 올랐다.

## 출연 작품

### 영화
- 노 웨이 아웃 (1987)
- 의뢰인 (1994)
- 스핏파이어 그릴 (1996)
- 포스트맨 (1997)
- 아마게돈 (1998)
- 엔트랩먼트 (1999)
- 식스티 세컨즈 (2000) - 애틀리 잭슨 역
- 리멤버 타이탄 (2000)
- 퍼니셔 (2004)
- 할로윈 (2018)
- 생존: 두 개의 세계 (2019, Radioflash)
- 미나리 (2020) - 폴 역
- 더 퍼지: 포에버 (2021) - 케일럽 역
- 할로윈 킬스 (2021) - 호킨스 역

### 텔레비전
- The Agency (2001-03)
- 폴링 스카이 (2011-15)
- 옐로우스톤 (2020-22)
- 지하창고 사일로의 비밀 (2023)